# Vega (torpediniera)
La Vega è stata una torpediniera della Regia Marina.

## Storia
Nel 1936, appena entrata in servizio, la nave operò in Adriatico come unità appoggio per i MAS
Nel 1937 fu impiegata ancora in Adriatico e successivamente compì una crociera che la portò a Tripoli.
Nel 1937-1938 la Vega prese parte alla guerra civile spagnola, svolgendo azioni a contrasto del contrabbando di rifornimenti per le truppe repubblicane spagnole.
Sempre nel maggio del 1938 la nave prese parte alla celebre rivista navale «H» nel golfo di Napoli.
Nel periodo precedente la seconda guerra mondiale, nel 1938-40, l'unità fu stazionaria nel Dodecaneso.

### Seconda guerra mondiale
Allo scoppio della guerra la Vega era caposquadriglia della X Squadriglia Torpediniere basata a La Spezia, che formava insieme alle gemelle Sirio, Sagittario e Perseo. Fin dall'aprile 1939 era comandante della Vega il capitano di fregata Giuseppe Fontana, che avrebbe mantenuto il comando dell'unità sino alla sua perdita. Nei primi mesi del conflitto operò soprattutto in missioni di scorta verso la Libia, mentre a partire da novembre 1940 operò, sempre per la scorta dei convogli, anche nel Tirreno settentrionale.

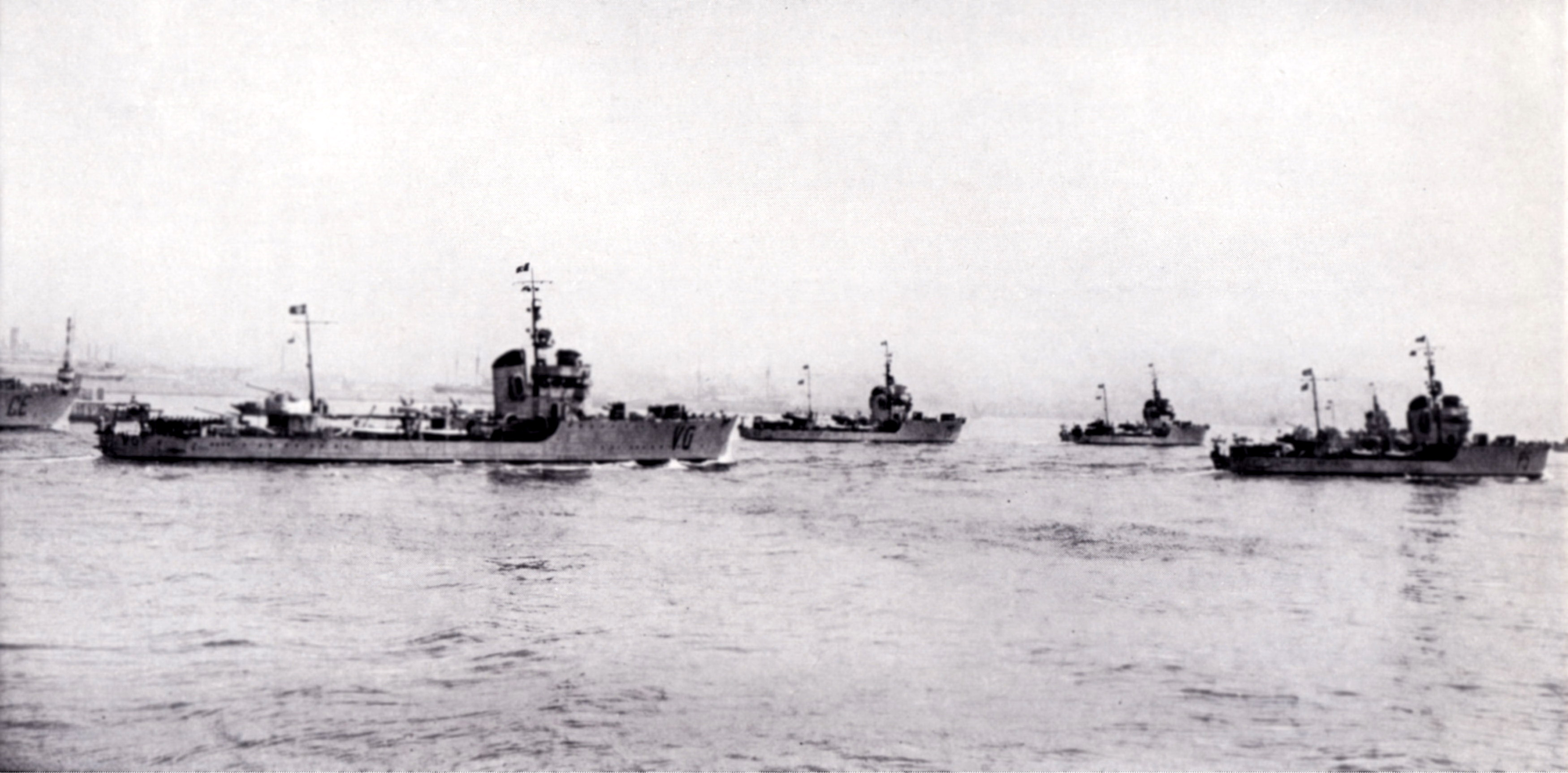
La torpediniera Vega in uscita dal porto di Napoli insieme ad altre unità della Classe Spica

Alle cinque del pomeriggio del 27 novembre 1940 la torpediniera salpò da Trapani insieme alle gemelle Alcione, Sirio e Sagittario per un pattugliamento notturno nel canale di Sicilia mentre era in corso l'operazione britannica «Collar» (poi sfociata nella battaglia di Capo Teulada), che vedeva in mare il grosso della Mediterranean Fleet. Tuttavia delle quattro navi solo la Sirio, alle 00.33 del 28, effettuò un infruttuoso attacco con i siluri contro le navi inglesi, mentre la Vega, pur avendo individuato le unità nemiche alle 00.28, preferì non attaccare.
Il 21 dicembre dello stesso anno la Vega fu di scorta da Palermo a Tripoli ad un convoglio composto dal piroscafo frigorifero Norge, dal piroscafo da carico Peuceta e dalla piccola unità ausiliaria F 130 Luigi Rizzo. Intorno alle 16.30 il convoglio, in navigazione ad est delle isole Kerkennah, venne attaccato da aerosiluranti Fairey Swordfish degli squadroni 815° ed 819° della Fleet Air Arm lanciati dalla portaerei britannica Illustrious: nonostante la violenta reazione della Vega, che abbatté uno degli aerei, tre dei siluri colpirono i bersagli: il Peuceta, raggiunto da due delle armi, s'inabissò in soli tre minuti in posizione 34°39' N e 11°48' E, mentre il Norge, centrato da un siluro, dovette essere abbandonato alla deriva alle 18.15, dopo inutili tentativi di salvataggio, nel punto 34°39' N e 10°48' E. Il Norge ed il Peuceta furono i primi mercantili ad andare perduti nella battaglia dei convogli.
Nella notte tra il 7 e l'8 gennaio 1941 Vega e Sagittario, insieme ai cacciatorpediniere Vivaldi, da Noli, Tarigo e Malocello, parteciparono alla posa dei campi minati «X 2» ed «X 3» (180 mine ciascuno) nelle acque a nord di Capo Bon.

#### L'affondamento
Alle 7.12 del mattino del 10 gennaio 1941 Nave Vega, in navigazione insieme all'unità gemella Circe (le due navi erano partite da Trapani la sera precedente con funzioni di ricognizione nei confronti delle forze nemiche in mare per l'operazione britannica «Excess»), avvistò a grande distanza, circa 7 miglia a sudovest di Pantelleria, un folto gruppo di unità britanniche: si trattava di un convoglio di quattro mercantili diretto a Malta (in ciò consisteva «Excess») e della sua scorta, costituita dagli incrociatori Bonaventure, Gloucester e Southampton e di cinque cacciatorpediniere. Sebbene avvistate a loro volta e fatte segno del tiro delle artiglierie delle unità inglesi, le due torpediniere italiane si avvicinarono alla formazione nemica per poterla attaccare: giunte a 4.000-5.000 metri di distanza, Vega e Circe tra le 7. 26 e le 7.28 lanciarono alcuni siluri (la Circe attaccò per prima con tre armi, mentre la Vega ne lanciò due subito dopo contro il Bonaventure) che però non andarono a segno (infatti le unità italiane avevano identificato i bersagli come unità da guerra con rotta verso sudest e velocità di 20 nodi, ma in realtà le navi inglesi stavano procedendo più lentamente) ed aprirono anche il fuoco con i pezzi da 101 mm in risposta al tiro inglese. Infatti gli incrociatori Southampton e Bonaventure ed i cacciatorpediniere Hereward e Jaguar, che avevano inizialmente ritenuto che le due torpediniere fossero cacciatorpediniere britannici, passarono a quel punto al contrattacco, mentre le unità italiane ripiegavano. Un proiettile della Vega colpì il Bonaventure causando qualche lieve danno, due vittime ed altrettanti feriti, ma la torpediniera venne centrata da tre salve dell'incrociatore avversario: la prima pose fuori uso eliche e timoni, la seconda fece scoppiare la caldaia di prua provocando gravi perdite di vapore a centro nave, la terza distrusse il cannone da 101 mm poppiero e provocò l'esplosione del deposito munizioni di poppa. Immobilizzata ed in fiamme, la nave italiana continuò a sparare sino a che non scomparve sotto la superficie: questo avvenne alle 8.15, dopo circa quaranta minuti di combattimento, quando la Vega venne centrata da un siluro lanciato dal cacciatorpediniere HMS Hereward e s'inabissò tra Pantelleria e Linosa ed a settentrione di Capo Bon. Il comandante Fontana, rimasto illeso, diede il suo salvagente al direttore di macchina, Leopoldo Di Luca (poi deceduto in mare), ed affondò con la propria nave. Il sottotenente di vascello Giorgio Scalia, direttore del tiro, dopo che la nave era stata ridotta ad un relitto, si portò a prua e continuò il fuoco con l'unico cannone ancora funzionante, per poi affondare insieme alla nave dopo aver anch'esso ceduto il proprio salvagente ad un altro marinaio. A dimostrazione della violenza dello scontro si pensi che il Bonaventure consumò nel combattimento il 75 % delle proprie munizioni, sparando ben 600 proiettili da 133 mm. 
La gemella Circe, fortunosamente scampata alla stessa fine, giunse a Pantelleria alle 8.45 e quindi, preso a bordo un ufficiale medico, tornò sul luogo dello scontro per prestare soccorso ai naufraghi. Dell'intero equipaggio della Vega poterono essere salvati solo cinque o sei uomini (altre fonti riducono invece la cifra dei superstiti ad appena due). Alla memoria del comandante  Giuseppe Fontana e del sottotenente di vascello Giorgio Scalia venne conferita la Medaglia d'oro al valor militare.

Comandanti
Capitano di fregata Giuseppe Fontana (nato a Vicenza il 22 agosto 1902) (+) (10 giugno 1940 - 10 gennaio 1941)